# Distretto di Kgatleng
Kgatleng  è uno dei nove distretti del Botswana. 
Il distretto confina a nord con il Distretto Centrale, a est e sud con il Sudafrica (rispettivamente Provincia di Limpopo e Provincia del Nordovest), a sudovest con il Distretto Sudorientale, e a ovest con quello di Kweneng.

## Villaggi
- Artisia
- Bokaa
- Dikgonnye
- Dikwididi
- Kgomodiatshaba
- Khurutshe
- Leshibitse
- Mabalane
- Malolwane
- Malotwana Siding
- Matebeleng
- Mmathubudukwane
- Mochudi
- Modipane
- Morwa
- Oliphants Drift
- Oodi
- Pilane Station
- Ramonaka
- Ramotlabaki
- Rasesa
- Sikwane